# Caleb Femi
Caleb Femi (* 1990, Kano) je britsko-nigerijský autor, filmař, fotograf a bývalý laureát mladých lidí za Londýn. Jeho debutová básnická sbírka Poor byla oceněna Forward Prize for Poetry.

## Životopis
Femi se narodil v roce 1990 ve městě Kano v Nigérii, kde ho vychovala jeho babička. Když mu bylo sedm let, přestěhoval se za svými rodiči na North Peckham Estate v Londýně. Po ukončení školy studoval angličtinu na Queen Mary, University of London.

## Kariéra
Od roku 2014 do roku 2016 učil Femi angličtinu na střední škole v Tottenhamu. V roce 2016 byl vybrán jako první mladý laureát pro Londýn. Dne 30. července 2020 vydal svou debutovou básnickou sbírku s názvem Poor, která v říjnu 2021 získala Forward Prize cenu Felixe Dennise za nejlepší první sbírku.

## Filmografie
Femi dosud natočil a vydal čtyři krátké filmy, na kterých působila jako scenárista nebo režisér:
- And They Knew Light (2017)
- Wishbone (2018)
- Secret Life of Gs (2019)
- Survivor's Guilt (2020)

## Ceny a ocenění
Femi byl jmenován v časopise Dazed 2021 Dazed100, seznamu nové generace utvářející kulturu mládeže.